# تاتیانا کووالچوک
تاتیانا کووالچوک (انگلیسی: Tatiana Kovalchuk؛ زادهٔ ۲۴ ژوئیهٔ ۱۹۷۹) تنیس‌باز اهل اوکراین است.